# Eirene (satelit)
Eirene /ei̯'re.ne/, de asemenea Jupiter LVII și cunoscut inițial ca S/2003 J 5, este un satelit retrograd neregulat al lui Jupiter. A fost descoperit de o echipă de astronomi de la Universitatea din Hawaii condusă de Scott S. Sheppard⁠(d) în 2003 dar a fost apoi pierdut. A fost recuperat în 2017 și a primit denumirea permanentă în acel an.

## Caracteristici
Eirene are aproximativ 4 kilometri în diametru și orbitează în jurul lui Jupiter la o distanță medie de 23.974.000 km în 743,88 zile, la o înclinație de 166° față de ecliptică (167° față de ecuatorul lui Jupiter), într-o direcție retrogradă și cu o excentricitate de 0,307.
Aparține grupului Carme, alcătuit din sateliți retrograzi neregulați care orbitează în jurul lui Jupiter la o distanță cuprinsă între 23 și 24 Gm și la o înclinație de aproximativ 165°.

## Nume
Satelitul a fost numit în 2019 după Eirene (Εἰρήνη), fiica lui Zeus și Themis și zeița păcii în mitologia greacă ; numele provine dintr-un concurs de denumire desfășurat pe Twitter cu șaisprezece tweet-uri care sugerau numele, cel mai semnificativ de către utilizatorii Quadrupoltensor (@Quadrupoltensor) care au sugerat mai întâi numele și PaulR (@PJRYYC).